# 小野一一郎
小野 一一郎（おの かずいちろう、1925年10月10日 - 1996年12月7日）は、経済学者。京都大学名誉教授。

## 略歴
大阪市出身。1949年京都帝国大学経済学部卒、大阪市立大学経済研究所に入所。1951年京都大学助手、1956年助教授、1970年教授。1989年定年退官、名誉教授、阪南大学教授。

## 著書
- 『ブラジル移民実態調査』京都大学総合経済研究所編 有斐閣 1955
- 『小野一一郎著作集』全3巻　ミネルヴァ書房 2000

1. 近代日本幣制と東アジア銀貨圏 円とメキシコドル
2. 日本資本主義と貿易問題
3. 資本輸出・開発と移民問題

### 共編
- 『世界経済と帝国主義』行沢健三,吉信粛共編 有斐閣 1973
- 『南北問題入門』吉信粛共編 有斐閣双書 1979
- 『両大戦間期のアジアと日本』吉信粛共編 大月書店 現代資本主義叢書 1979
- 『南北問題の経済学』編 同文館出版 1981
- 『戦間期の日本帝国主義』編 世界思想社 1985

### 翻訳
- モーリス・ドツブ『後進国の経済発展と経済機構』有斐閣 京都大学総合経済研究所研究叢書 1956
- A.I.ブルームフィールド『金本位制と国際金融 1880-1914年』小林龍馬共訳 日本評論社 1975